# Energy Star
Energy Star je mednarodni standard za energetsko učinkovite naprave. Standard so ustanovili leta 1992 v ZDA pri okoljski agenciji EPA in ministrstvu za energijo DOE.Od takrat naprej so številne države po svetu sprejele standard. Naprave Energy Star po navadi porabijo okrog 20-30% manj energije kot so uradni predpisi.Ni pa standard omejen samo na naprave, lahko se uporablja tudi za stavbe.